# Пальман В'ячеслав Іванович
В'ячеслав Іванович Пальман (рос. Вячеслав Иванович Пальман) (13 березня (26 березня) 1914, Скопін — пом.19 березня 1998, Москва) — російський радянський письменник-фантаст, автор пригодницьких та документальних творів, довготривалий в'язень сталінських таборів.

## Біографія
В'ячеслав Пальман народився в місті Скопін у сім'ї виходця з Естонії. У 1933 році він закінчив сільськогосподарський технікум у Боровську, після чого розпочав працювати агрономом у Московській області. Одночасно в 1934 році Пальман розпочав працювати власним кореспондентом газети Московського комітету ВКП(б) «За коллективизацию». У 1936 році переходить на роботу агрономом у Курську область, та одночасно навчається на заочному відділенні Ленінградського комуністичного університету журналістики. Проте в 1937 році, після того, як В'ячеслав Пальман необережно висловився про агротехніку в колгоспах, його арештовують та засудили до 3 років ув'язнення в таборах, які він відбував на Колимі, спочатку на будівництві, пізніше на розробці корисних копалин, а закінчував термін ув'язнення агрономом у місцевому радгоспі, де займався овочівництвом в умовах Крайньої Півночі. Після закінчення терміну ув'язнення залишився працювати агрономом на Колимі, й під час роботи в радгоспі у 1944 році продемонстрував досягнення овочівництва в умовах Крайньої Півночі віцепрезиденту США Генрі Воллесу, після чого невдовзі був повністю реабілітований. Після реабілітації до 1950 року Пальман продовжував працювати на Колимі агрономом, одночасно був власним кореспондентом місцевих газет «Стахановец» і «Советская Колыма». У 1950 році Пальман переїздить до станиці Дінської Краснодарського краю, де спочатку працював агрономом, а пізніше зайнявся літературною діяльністю. У 1957 році Пальмана прийняли до Спілки письменників СРСР, одночасно він працював власним кореспондентом газети «Советская Россия» по Краснодарському краю. У 90-х роках ХХ століття письменник отримав можливість написати книгу спогадів про своє перебування в ув'язненні на Колимі, проте він не дожив до публікації книги. Помер В'ячеслав Пальман 19 березня 1998 року в Москві.

## Літературна творчість
Літературну творчість В'ячеслав Пальман розпочав у 50-х роках ХХ століття. Першою публікацією автора стала збірка оповідань «У нашій станиці» (рос. В нашей станице), яка вийшла друком у 1955 році. У 1957 році вийшов друком перший фантастичний твір автора — роман «Кратер Ершота» (рос. Кратер Эршота), в якому розповідається про те, як у віддаленому закутку Сибіру колишньому політичному засланцю часів царизму вдалось приручити мамонтів. У 1960 році вийшов друком роман Пальмана «Твій слід на землі» (рос. Твой след на земле) описує будівництво соціалізму в тогочасному селі. У 1961 році вийшов друком фантастичний роман письменника «Червоне і зелене» (рос. Красное и зеленое), в якому розповідається про спробу створення речовини, яка поєднувала б у собі властивості гемоглобіну та хлорофілу, й за допомогою якої тварини могли б безпосередньо засвоювати сонячну енергію, та обходитись без їжі. У цьому ж році вийшов друком пригодницький роман Пальмана «За лінією Габерландта» (рос. За линией Габерландта), в якому розповідається про спроби налагодити землеробство у віддалених північних районах Росії. У 1966 році вийшов друком фантастичний роман автора «Два кроки маятника» (рос. Два шага маятника), в якому описується досягнення вчених із значного продовження життя людини. У 1968—1973 роках вийшла друком трилогія письменника «Пісні чорного дрозда» (рос. Песни черного дрозда), в якій піднімаються теми охорони природи. У 1971 році Пальман опублікував фантастичну повість "Екіпаж «Снігової кішки» (рос. Экипаж «Снежной кошки»), присвячений темі освоєння Антарктиди. У 1978—1983 році вийшла друком дилогія автора «Слідами дикого зубра» (рос. По следам дикого зубра), присвячена темі охорони природи. У 90-х роках письменник розпочав написання роману «Кільце Сатани» (рос. Кольцо Сатаны), який фактично є книгою спогадів про ув'язнення самого Пальмана на Колимі. Цей роман вийшов друком вже після смерті автора в 2001 році.

## Переклади
Твори В'ячеслава Пальмана перекладені українською, чеською та естонською мовами.

### Збірки
- 1955 — В нашей станице
- 1958 — События на хуторе Вишняки
- 1959 — Судьба моих друзей
- 1976 — Эта странная, дождливая зима…
- 1984 — Девять хат окнами на Глазомойку
- 1990 — Лица в сельском пейзаже

### Романи
- 1957 — Кратер Эршота
- 1960 — Твой след на земле
- 1961 — Красное и зеленое
- 1961 — За линией Габерландта
- 1966 — Два шага маятника
- 1968 — Буковая поляна
- 1975 — Песни черного дрозда
- Дилогія:
  - 1978 — По следам дикого зубра
  - 1982 — Зеленые листы из Красной книги
- 2001—2006 — Кольцо Сатаны

### Повісті
- 1955 — События на хуторе Вишняки
- 1958 — Судьба моих друзей
- 1959 — Василий Демьянович на своем пути
- 1959 — Соседи по меже
- 1959 — Река выходит из берегов
- 1963 — Схватка
- 1964 — На берегу Кубани
- 1964 — Синие комбинезоны
- 1965 — Зима, весна, лето
- 1966 — Сигнал Ту-Эллы
- Трилогія «Песни черного дрозда»):
  - 1968 — Восточный кордон
  - 1971 — Там, за рекой
  - 1973 — Песни черного дрозда
- 1971 — Приказ о переводе
- 1971 — Экипаж «Снежной кошки»
- 1972 — Долинские раздоры
- 1974 — Осенний месяц в институте
- 1976 — Эта странная, дождливая зима…
- 1976 — По собственному желанию
- 1983 — Девять хат окнами на светлую речку
- 1990 — Лица в сельском пейзаже

### Оповідання
- 1954 — Диагонали
- 1955 — Простые люди
- 1955 — Лида
- 1955 — Выставка
- 1955 — Песня
- 1955 — Надолбы
- 1955 — Примирение
- 1955 — Иван Балабаш и другие
- 1955 — Свадьба в станице
- 1955 — У нас в общежитии
- 1955 — Лихая болезнь
- 1955 — Проверяющий.
- 1955 — Поучительная история
- 1957 — Два хозяина
- 1958 — Сестры
- 1958 — Агрономы
- 1958 — Испытание характера
- Цикл «Остатние»:
  - 1966 — Ведомый
  - 1966 — Ниспровергатель
  - 1966 — Уравновешенный Сенчило
  - 1966 — Краснобай в борозде

### Інші та нехудожні твори
- 1958 — Памятка трактористу, работающему на свекле
- 1962 — Чародеи земли
- 1963 — На своем месте
- 1971 — Черты знакомого лица
- 1971 — Встречи
- 1971 — Земля в теплых ладонях
- 1972 — Продолжение следует
- 1975 — Земной поклон
- 1977 — Это Русская равнина…
- 1978 — Как здоровье, земля?
- 1981 — Усадьба
- 1981 — Земля в наследство
- 1981 — Это Русская равнина…
- 1985 — Озерный край
- 1986 — Улыбка богини Деметры
- 1991 — Когда шагаешь по траве…